# До конца ночи
«До конца ночи» (нем. Bis ans Ende der Nacht) — художественный фильм германского режиссёра Кристофа Хоххойслера, главные роли в котором сыграли Тимосин Зиглер, Теа Эре и Михаэль Сидерис. Премьера картины состоялась на 73-м Берлинском кинофестивале 24 февраля 2023 года.

## Сюжет
Работающий под прикрытием полицейский Роберт получает задание внедриться в наркомафию в качестве партнера транс-женщины Лени и завоевать доверие крупного дилера. Это становится неприятной задачей, так как Лени и привлекает, и отталкивает Роберта. Между тем от исхода миссии зависит, вернется ли Лени в тюрьму.

## В ролях
- Тимосин Зиглер
- Теа Эре
- Михаэль Сидерис

## Премьера и восприятие
Фильм стал пятой по счёту совместной работой режиссёра Кристофа Хоххойслера и продюсера Беттины Брокемпер. Съёмки проходили во Франкфурте-на Майне и Кёльне в мае-июне 2022 года. Премьера состоялась на 73-м Берлинском кинофестивале 24 февраля 2023 года. Фильм включён в основную программу и претендует на Золотого медведя.
6 июля 2023 года картина выйдет в германский прокат.